# Iso-Pukki
Iso-Pukki est une île de l'archipel finlandais du quartier de Ruissalo à Turku en Finlande.

## Présentation
Iso-Pukki est une île située entre les îles Ruissalo et Hirvensalo.
L'île a une superficie de 54 hectares et une longueur maximale de 1,1 kilomètre dans la direction sud-ouest-nord-est.
Son point culminant est à environ 20 mètres d'altitude.
Au nord-est d'Iso-Pukki se trouve la petite île Pikku-Pukki.
Les deux îles font partie du quartier de Ruissalo.
Comme Ruissalo, Iso-Pukki compte de nombreux chalets.

## Protection
Les îles Ruissalo, Iso-Pukki et Pikku-Pukki forment un site culturel construit d'intérêt national en Finlande.
Iso-Pukki a été défini en tant que zone Natura 2000 dans le cadre de la mise en œuvre de la loi sur l'utilisation des terres et la construction.